# 大阪市道四天王寺巽線
大阪市道四天王寺巽線（おおさかしどうしてんのうじたつみせん）は、大阪府大阪市天王寺区から生野区に至る主要地方道である。
主要地方道であるが、2016年現在、路線番号は付されていない。

## 概要
- 起点 - 大阪府大阪市天王寺区四天王寺 1（大阪府道30号大阪和泉泉南線＜谷町筋＞天王寺警察署西交点）
- 終点 - 大阪府大阪市生野区巽東1（国道479号北巽駅前交点）

## 路線状況

### 重複区間
- 大阪府道173号大阪八尾線（大池橋交点～終点）

## 地理

### 接続する道路
- 大阪市道赤川天王寺線＜上町筋＞（五條宮西～五條宮交点）
- 大阪市道恵美須城東線＜玉造筋＞（勝山4交点）
- 大阪市道上新庄生野線 通称「疎開道路｣（勝山中学校交点）
- 大阪市道大阪環状線（大池橋交点＝南北方向）
- 大阪府道173号大阪八尾線（同＝北方向及び東方向）

### 沿線情報
- 地下鉄谷町線四天王寺前夕陽ヶ丘駅
- 勝鬘院愛染堂
- 大阪府警天王寺警察署
- 大阪星光学院中学校・高等学校